# بيرثيو
بيرثيو هي بلدية تقع في منطقة لا ريوخا ذاتية الحكم في إسبانيا. تقع في وادي نهر كارديناس ضمن كوماركا ناخيرا في لا ريوخا العليا على بعد 42 كم من لوجرونيو. تبلغ مساحتها 15.27 كم مربع وتقع على ارتفاع 722 م فوق مستوى سطح البحر، وبها سعة سكانية مُسجلة تصل إلى 151 نسمة. يعتمد اقتصاد بيرثيو بشكل كبير على الزراعة، حيث زراعة الحبوب والبطاطس والشمندر من بين أهم المحاصيل.
يُعد الكاتب الإسباني في العصور الوسطى جونثالو دي بيرثيو من أبرز المُنتسبين لهذه البلدية.